# Karl Fischer (Unternehmer, 1868)
Jakob Karl Fischer, auch Karl Fischer-Vogt (* 1868 in Aarau; † 6. September 1927 in Menziken), war ein Schweizer Unternehmer und Politiker (FDP). Er war der Inhaber der Fischer Reinach und von 1909 bis 1925 freisinniger Grossrat.

## Biographie
Jakob Karl Fischer wurde 1868 in Aarau als Sohn des Weinhändlers Jakob Fischer (1837–1886) und der Marie Wirz (1841–1910), Tochter des Haftenfabrikanten Johannes Wirz (1813–1889), geboren. 1870 folgte die Scheidung der Eltern, der Vater flüchtete darauf in die Vereinigten Staaten, wo er schliesslich 1886 in Boston, Massachusetts, verstarb. Fischer trat in die Firma des Grossvaters mütterlicherseits ein und wurde nach dem Tod des kinderlosen Onkels zum Eigentümer der heutigen Fischer Reinach (vormals Wirz & Fischer).
1893 heiratete er Gotthilde Alma Vogt (1864–1938), Tochter des Melchior Vogt (1811–1893), Baumwollfabrikant, Statthalter von Menziken und Oberleutnant, und der Elisabeth Vogt–Heiz (1830–1930). Mit ihr hatte er zwei Söhne und eine Tochter. Sein Schwager war Bertrand Vogt. Fischer war zudem Verwaltungsrat der Schweizer Freien Presse sowie der Bank in Menziken (später Teil der Valiant Bank).
Er verstarb am 6. September 1927 in Menziken im Alter von 59 Jahren. Seit 1894/95 lebte Fischer in der Villa an der Hauptstrasse 9 in Menziken.

## Politische Ämter
Fischer gehörte zwischen 1909 und 1925 dem Grossen Rat (Aargau) an.